# Mamie Gummer
Mary Willa "Mamie" Gummer (Ciudad de Nueva York; 3 de agosto de 1983) es una actriz estadounidense. Conocida por su trabajo en la serie Emily Owens, M.D. Es hija de la actriz Meryl Streep y el escultor Don Gummer, así como hermana de las actrices Grace Gummer y Louisa Jacobson y del cantautor Henry Wolfe.

## Biografía
Mamie Gummer es la hija de la legendaria actriz Meryl Streep y el escultor Don Gummer. Creció en Los Ángeles, California, y Salisbury, Connecticut, con su hermano mayor, Henry y sus hermanas más jóvenes, la también actriz Grace Gummer y Louisa.

## Carrera

### Cine
- Heartburn (1986)
- The Hoax (2006)
- The Devil Wears Prada (2006) (escena eliminada)
- Evening (2007)
- Stop-Loss (2008)
- All Saints Day (2008)
- Taking Woodstock (2009)
- The Loss of a Teardrop Diamond (2009)
- The Lightkeepers (2010)
- Coach  (2010) (posproducción)
- The Ward (2010)
- Twelve Thirty (2011)
- La Salvavidas (2013)
- Cake (2014)
- Ricki (2015)
- Out of Blue (2018)

### Teatro
- Mr. Marmalade (2005)
- The Water's Edge (2006)
- The Autumn Garden (2007)
- Desdemona (2007)
- Hunting and Gathering (2008)
- Les liaisons dangereuses (2008)
- Uncle Vanya (2009)
- The School of Lies (2011)

### Televisión
- John Adams (2008)
- The Good Wife (2010-2016, recurrente) como Nancy Crozier
- Off The Map (2011) como Mina Minard
- A Gifted Man (2011) como Gemma Cross
- Emily Owens, M.D. (2012) como Emily Owens
- Elementary (2014) como Margaret Bray

## Vida personal
Gummer se comprometió con el actor Ben Walker en 2009. En 2011 la pareja se casó en la propiedad que los padres de ella poseen en Connecticut.
Se divorciaron dos años después en el 2013. Actualmente está casada con el guionista Mehar Sethi desde 2019 con quien tuvo a su primer hijo el 28 de febrero del 2019.